# Ритов Сергій Михайлович
Сергій Михайлович Ритов (20 червня (3 липня) 1908, Харків — 22 жовтня 1996, Москва) — радянський учений, фахівець в області радіофізики, член-кореспондент Академії наук СРСР по відділенню загальної фізики та астрономії (радіотехніка та електроніка) з 26 листопада 1968 року (з 1991 — член-кореспондент РАН).

## Навчання
Почав навчатися в 1916 р. в Москві. Після закінчення в 1925 р. 10-ї московської школи був направлений на навчання в 1-й Московський державний університет.
У 1930 р. закінчив фізико-математичний факультет Московського державного університету і вступив до аспірантури НДІ фізики при МДУ.
У 1933 році закінчив аспірантуру за спеціальністю «Теорія коливань» під керівництвом академіка Л. І. Мандельштама.
У 1938 р. захистив докторську дисертацію на тему «Модульовані коливання і хвилі», яка справила значний вплив на розвиток теорії коливань.

## Викладацька діяльність
З 1930 р. почав викладав фізику і математику в МДУ (1930—1932 рр., 1934—1938 рр..), а також у ГІФТІ (1932—1934 рр., 1945—1947 рр.) та МФТІ (1947—1978 рр.).
У 1934—1958 рр. також працював в оптичній лабораторії Фізичного інституту АН СРСР (ФІАН). В 1935 р. почав вивчення дифракції світла на ультразвукових хвилях. У 1937 р. запропонував ефективний метод аналізу побудови хвиль в плавнонеоднорідних середовищах (Метод Ритова) — потужний інструмент дослідження поширення хвиль.
Від 1947 р. — професор, завідувач кафедри загальної фізики, від 1949 р. — кафедри радіофізики на фізико-технічному факультеті МДУ.
З 1951 року перейшов на МФТІ. У 1947 р. був членом комісії для таємного голосування у ФІАНі на захисті дисертації А. Д. Сахарова «Теорія ядерних переходів».
У 1958 р. на запрошення академіка Олександра Мінця очолив радіофізичну лабораторію в Радіотехнічному інституті АН СРСР (з 1980-х років — начальник теоретичного відділу). Його робота стосувалася дослідження принципових фізичних питань, пов'язаних з розробкою і створенням наземних радіоінформаційних комплексів: дослідження впливу неоднорідностей атмосфери на характеристики радіолокаторів дальньої дії, розробка і створення малошумливих параметричних підсилювачів, розвиток акустооптичних методів обробки радіолокаційних сигналів, дослідження іоносфери за допомогою ракет і штучних супутників Землі в інтересах дальньої радіолокації.
Похований на Донському кладовищі.

## Науковий внесок
Галузі в які  Ритов вніс фундаментальний внесок, можна умовно розділити на три великі групи:
- теорія коливань і акустика;
- поширення хвиль, електродинаміка та оптика;
- статистична радіофізика.

С. Ритову належить найбільш загальна феноменологічна теорія молекулярного розсіяння світла, що включає в себе аналіз спектрів Мандельштама-Бріллюена і деполяризованого випромінювання, а також спектру розсіювання, обумовленого флуктуаниями ентропії. Ця теорія, підтверджена численними експериментами, отримала загальне визнання. В своїх роботах він також дав точне рішення задачі про відбиття електромагнітних хвиль від шару з від'ємною діелектричною сталою, дослідив питання зв'язку між вектором Пойнтинга, вектором групової швидкості і щільністю енергії при розповсюдженні електромагнітних хвиль в анізотропних середовищах.
Він став одним з основоположників теорії теплових флуктуацій в електродинаміці.
Деякі з розвинених ним методів аналізу радіофізичних завдань стали настільки загальновживаними, що сприймаються як «народні».
Ритов є автором окремих розділів у популярних підручниках фізики. В Росії і за кордоном добре відомий його підручник «Введение в статистическую радиофизику».

## Нагороди
- Три ордена Трудового Червоного Прапора (у тому числі 10.06.1945)
- орден «Знак Пошани»
- медалі
- Золота медаль імені А. С. Попова (1959) за цикл робіт у галузі статистичної радіофізики.

## Публікації
- Рытов С. М. Модулированные колебания и волны // Тр. Физического института АН СССР, 1940, т. 2, вып. 1.
- Рытов С. М. Теория электрических флуктуаций и теплового излучения. — М., 1953.
- Рытов С. М. Что увидит и с чем столкнётся астронавт, летящий с околосветовой скоростью. // «Природа», 1960, № 4.
- Рытов С. М. Введение в статистическую радиофизику. — М.: Наука, 1966.
- Рытов С. М., Левин М. Л. Теория равновесных тепловых флуктуаций в электродинамике. — М., 1967.
- Рытов С. М. Введение в статистическую радиофизику. Ч.1. Случайные процессы. — М.: Наука, 1976.
- Рытов С. М., Кравцов Ю. А., Татарский В. И. Введение в статистическую радиофизику. Ч.2. Случайные поля. — М.: Наука, 1978.